# Cappadonna Hits
Albums de Cappadonna
The Yin and the Yang
(2001) The Struggle
(2002)
Cappadonna Hits est une compilation de Cappadonna, sortie le 20 novembre 2001.

## Liste des titres
| No  | Titre                                               | Contient un (des) sample(s) de           | Durée |
| --- | --------------------------------------------------- | ---------------------------------------- | ----- |
| 1.  | Super Model (featuring Ghostface Killah)            | Jealous Love de Wilson Pickett           | 4:08  |
| 2.  | Slang Editorial                                     |                                          | 4:11  |
| 3.  | Love Is the Message (featuring Raekwon)             | Love Is the Message de MFSB              | 3:59  |
| 4.  | Oh-Donna                                            | Donna de Ritchie Valens                  | 3:50  |
| 5.  | Run                                                 |                                          | 4:00  |
| 6.  | We Know (featuring Da Brat et JD)                   |                                          | 3:18  |
| 7.  | Black Boy (featuring Tekitha)                       | You, I Adore du Love Unlimited Orchestra | 4:13  |
| 8.  | Bread of Life (featuring Killah Priest et Neonek)   |                                          | 4:32  |
| 9.  | War Rats (featuring Neonek)                         |                                          | 4:19  |
| 10. | Check For a Nigga (featuring Method Man et Raekwon) |                                          | 4:00  |
| 11. | Dart Throwing (featuring Method Man et Raekwon)     |                                          | 3:01  |
| 12. | The Grits (featuring 8-Off)                         |                                          | 3:38  |